# 戴斌 (1967年)
戴斌（1967年—），男，汉族，安徽固镇人，中华人民共和国政治人物。现任中国旅游研究院院长，文化和旅游部数据中心主任。第十四届全国政协委员。